# DejaGnu
DejaGnu ist ein Framework zum Testen anderer Programme. Es verfügt über ein Hauptskript namens runtest, das in einem Verzeichnis nach einer Konfigurationsdatei sucht, und durchläuft dann einige Tests mit vorgegebenen Kriterien. Der Zweck des DejaGnu-Pakets ist, eine einzige Oberfläche für alle Tests bereitzustellen. Es ist ein Teil des GNU-Projekts und ist unter GPL lizenziert. DejaGnu basiert auf expect, einem Automatisierungs- und Test-Werkzeug für Unix; dieses wiederum basiert auf Tcl. Die aktuellen Maintainer sind Rob Savoye und Ben Elliston.